# Laudun-l'Ardoise
Laudun-l'Ardoise là một xã ở tỉnh Gard. Xã này có diện tích 34,19 km², dân số năm 1999 là 5127 người. Khu vực này có độ cao trung bình 64 mét trên mực nước biển.

## Dân số
| Năm | 1962 | 1968 | 1975 | 1982 | 1990 | 1999 |
| --- | ---- | ---- | ---- | ---- | ---- | ---- |
| Dân số | 2820 | 3968 | 3664 | 3759 | 4408 | 5127 |
| From the year 1962 on: No double counting—residents of multiple communes (e.g. students and military personnel) are counted only once. |      |      |      |      |      |      |